# بانک جامونا
بانک جامونا (انگلیسی: Jamuna Bank) شرکت خدمات مالی و بانکداری بنگلادشی است، که در سال ۲۰۰۱ تأسیس شد.